# Караїми Литви

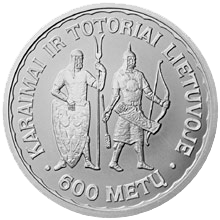
Ювілейна монета 50 літів на честь 600-річчя поселення татарів і караїмів в Литві

Литовські караїми — етнорелігійна група, національна меншина Литовської Республіки.

## Історія

### Поява караїмів в Литві
В даний час серед караїмів Литви домінує тюркська теорія їх походження, згідно якої вони є нащадками тюркських племен Хазарського каганату, які сповідували караїмізм — засноване на Старому Завіті віровчення, зване також юдаїзмом караїмського спрямування.
Щодо появи караїмів у Литві висловлені такі гіпотези:
- Караїми поселилися у Великому князівстві Литовському в 1397-1398 рр.[1], коли литовський князь Вітовт після походу до Криму вивів звідти кілька сотень караїмських і татарських сімей (караїмська традиція). Спочатку караїми були поселені в Тракаї, в північній частині міста, між двома замками великого князя, на нинішній вулиці Караїмській. Згодом поселення караїмів виникли в Біржаї, Науяместісі, Пасвалісі, Паневежисі. Ця версія визнана урядом сучасної Литви.
- Згідно з більш ранніми джерелами, караїми самостійно переселилися до Великого Князівства Литовського, зваблені привілеями Вітовта.[2][3] Існує також теорія про позакримське походження литовських караїмів.

Щодо видів діяльності караїмів Литви висловлені такі гіпотези:
- Згідно караїмської традиції, трокскі караїми займалися різними видами діяльності: караїми-воїни повинні були охороняти мости і Острівний замок, а цивільні займалися дрібним ремеслом, торгівлею, служили перекладачами, обробляли землю.
- За іншими джерелами, караїми не несли ніякої військової повинності, займаючись головним чином лихварством, що було основним заняттям заможних караїмів принаймні до кінця XVIII століття.[4]

### Вигнання до Польщі та повернення
Під час існування великого князівства Литовського і Королівства Польського караїми мали ту ж долю, що й євреї-раввіністи. Так, в квітні 1495 року вони були вигнані з Литви великим князем Олександром і були прийняті в Польщі братом Олександра, королем Яном-Ольбрехтом. 1503 р всі литовські євреї, а з ними і караїми, були повернуті тим же Олександром, який став і польським королем, причому обом спільнотам було повернуто конфісковане при вигнанні майно.
Деякі трокскі караїми відомі в галузі науки (Ісаак Троцький) і культури. Люта чума Литви в 1710 забрала життя багатьох караїмів. Тракай залишався адміністративним і духовним центром караїмської спільноти Литви. З середини XIX століття в Тракаї почало діяти Духовне управління караїмів.

### Караїми Литви в XX столітті
У Вільно в 1913-1914 виходив журнал російською мовою «Караїмське слово», в міжвоєнні роки — журнал польською мовою «Myśl Karaimska» («Караїмська думка», 1924-1939). У 1932 в Вільно засновано «Товариство любителів історії та культури караїмів». У 1934—1939 роках караїмське товариство Паневежиса випустило три номери журналу «Onarmach» караїмською мовою.
За радянських часів караїмська кенаса в Вільнюсі, побудована в 1911, була націоналізована (1949). У будівлі розташовувалися різні установи, зокрема, архів служби геодезії, і житлові приміщення. Кенасса в Паневежисі була зруйнована 1970 р. Єдиною діючою кенасою Литви і Радянського Союзу, після закриття кенаси в Галичі в середині 1960-х років, була кенаса в Тракаї, служби в якій проводилися тільки у свята.
1988 року було створено Товариство культури караїмів Литви. 1989 р. у Тракаї відбувся перший Міжнародний з'їзд караїмів. Законом «Про релігійні громади і спільноти» Караїмська релігійна громада зарахована до дев'яти традиційно існуючих в Литві релігійним громад, що є частиною історичної, духовної і соціальної спадщини. Караїмській громаді надані права юридичної особи і повернута кенаса в Вільнюсі; реставрована і знову освячена в 1993 року.
У 1997 відбулися урочистості 600-річного ювілею поселення татар і караїмів в Литві. Була випущена сувенірна монета в 50 літів. У 1998-1999 в Вільнюсі видано караїмський молитовник в двох томах: тексти одного використовуються в ритуалах літургійного року, другого — в домашньому побуті.

## Чисельність і розселення
За даними переписів і опитувань, в 1959 року налічувалося 423 караїми (0,02 % всього населення Литовської РСР), в 1970 — 388 (0,01 %) і пізніше незмінно 0,01 % (1979 — 352; 1989 — 289; 1997 — 257).
За даними перепису Литви 2001 року караїмів налічувалося 273 особи, з них рідною мовою назвали:
- литовську — 97 особи (35,5 %);
- російську — 46 особи (16,8 %);
- польську — 2 особи;
- українську — 1 особа;
- іншу — 118 осіб (43,2 %), очевидно, караїмську;
- не вказали мову — 9 осіб.

Більшість караїмів живе у Вільнюсі (151 в 2001 р.), Тракаї (75) і Паневежісі (25), одиниці — в Григишкесі, Лентварісі, Каунасі, Норейкішкесі (Каунаський район) та інших населених пунктах.
Прихильників караїмізму при цьому виявилося лише 195 осіб.
За даними останнього перепису населення Литви (2011 рік) в ній живе 241 караїми, зокрема 212 осіб у Вільнюському повіті і 20 в Паневіжиському.

## Мова
Караїмська мова близька кумицькій і кримськотатарській і належить до тюркських мов. Виділяються історичні діалекти: тракайський, галицько-луцький і кримський. Мова функціонує в побуті караїмів Литви і в літургії. Перебуваючи в оточенні інших мов (слов'янських і литовських) і будучи позбавленою контакту зі спорідненими мовами, зберегла архаїчні риси, втрачені іншими тюркськими мовами, і відносну чистоту лексики (при незначному пласті запозичень з литовської і польської мов). За морфології є аглютінативною мовою, в якій слова і граматичні форми утворюються шляхом приєднання до незмінної основі однозначних слово- і формоутворювальних афіксів. Фонетичній системі властива тюркським мовам гармонія голосних. Наголос постійний, зазвичай робиться на останньому складі. Писемність на основі латинської абетки (кримські караїми пишуть кирилицею).

## Кухня

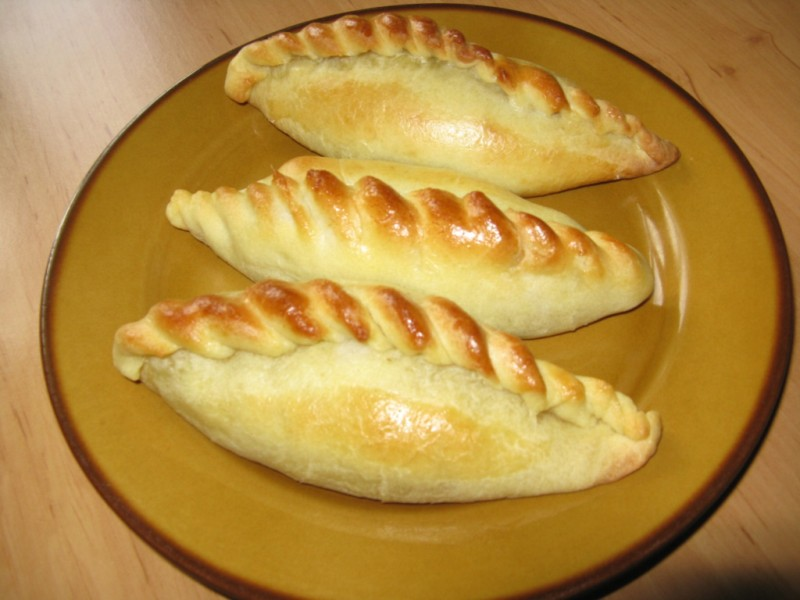
Кибіна

Найвідоміша караїмська страва — Кибіна, кибини, кібінай (на караїмській мові «кибин», множина «кибинлар»; лит. kibinai є пиріжками у формі півмісяця з тіста (склад: борошно, яйця, сметана, масло) з начинкою з нарізаного шматочками яловичого або баранячого м'яса з великою кількістю цибулі (приблизно 50/50%) та спецій, спечені в духовці на деку. Інші страви, принесені в Литву караїмами і татарами — чіберек, пельмені, шашлик (частіше з баранини).
До обрядових страв, які готуються до релігійних свят і весіль, належать «тимбил» — круглі песахські коржі з прісного тіста, що замішується з вершками і маслом або маслом і яйцями та дали сучасну назву цього свята «Tymbyl chydžy», «катлама» — сирний пиріг, що випікається на Шавуот («Aftalar chydžy»), сім шарів якого символізують сім тижнів, що минули після Песаха (чотири шари з дріжджового тіста, три — з сиру), весільні пироги «кійовлюк» (з боку нареченого) і «келіньлік» (з боку нареченої) тощо.

### Караїмською мовою
- Карай йырлары. Сост. М. Фирковичюс. Вильнюс, 1989 (антология караимской поэзии).
- Karaj koltchalary. Sud. M. Firkovičius. Vilnius, 1993 (молитвенник)
- David bijniń machtav čozmachlary. Sud. M. Firkovičius. Vilnius, 1994 (псалмы).
- M. Firkovičius. Mien karajče ürianiam. Vilnius, 1996 (учебник караимского языка).
- Čypčychlej učma Trochka. Į Trakus paukščiu plasnosiu. Lietuvos karaimų poezija. Sud. K. Firkavičiūtė. Vilnius, 1997 (антология караимской поэзии на караимском и литовском языках).
- Karaj dińliliarniń jalbarmach jergialiari. Karaimų liturginis maldynas. Sud. ir spaudai parengė M. Firkovičius. Kn. 1: Vilnius, 1998, Kn. 2: Vilnius, 1999 (молитвенник).
- Karaj kalendary. Karaimų kalendorius 2001—2051. Parengė M. Firkovičius, K. Firkavičiūtė, V. Maškevič. Vilnius, 2001 (календарь).

### На інших мовах
- A. Zajączkowski. Karaims in Poland, Warszawa. 1961.
- S. Szyszman. Le Karaïsme. Ses doctrines et son histoire. Lausanne, 1980.
- H. Kobeckaitė. Lietuvos karaimai, Vilnius, 1997.
- M. Zajončkovskis. Karaimai kariuomenėje. Karaims on military service. Karaimi na żołnierce. Караимы в армии. Vilnius, 2000.
- Seraya Szapszal's Karaim Collection. Vilnius: National Museum of Lithuania, 2003. ISBN 9955-415-32-0